# 井上红梅
井上红梅（1881年—1949年）是一位日本学者，翻译家。是一位中国文化、中国文学爱好者。

## 生平
本名为井上进，1881年出生于东京都新宿区新小川町，父亲是一位向中国输送武器的出口贸易商人，但去世比较早。1887年被银座尾张町（现中央区银座）的一家从事西服生意的名为井上商店的老板井上安兵卫收养，1911年养父去世后，由宫田芳三继承家业。1913年去上海漫游，1926年翻译《狂人日记》，1930年返回日本从事写作和翻译，1935年至1937年将鲁迅全集陆续翻译为日文。

## 著作
- 《支那风俗》三卷